# 알렉산다르 트라이코프스키
알렉산다르 트라이코프스키(마케도니아어: Александар Трајковски, Aleksandar Trajkovski, 1992년 9월 5일 ~ )는 북마케도니아의 축구 선수로 현재 크로아티아 프르바 HNL의 하이두크 스플리트에서 공격수로 활동 중이다.

## 선수 경력

### 클럽
북마케도니아 3부 리그의 세멘타르니카 55 유소년팀 출신으로 2009년 세멘타르니카 55 성인팀 입단을 통해 프로에 입문한 뒤 2010년까지 11경기에서 2골을 기록한 뒤 2010-11 시즌을 앞두고 크로아티아 프르바 HNL의 인테르 자프레시치로 이적하여 15경기 4골을 기록하며 팀의 리그 5위의 성적에 공헌했다.
그 후 2010-11 시즌을 마감한 뒤 14억원의 이적료에 벨기에 프로 리그 소속팀인 쥘터 바레험으로 이적하여 2014-15 시즌까지 96경기 13골을 기록하며 2012-13년 리그 준우승을 이끌었고 2013-14 시즌에는 KV 메헬렌으로 임대 이적하여 23경기 3골을 기록했다.
그리고 2015-16 시즌을 앞두고 이탈리아 세리에 A의 팔레르모 FC와 5년 계약을 체결하며 입단한 뒤 2018-19 시즌까지 113경기 20골을 기록했고 팀이 세리에 A 2016-17 19위에 머무르며 세리에 B로 강등된 상황 속에서도 꾸준한 활약을 펼치며 2017-18년 세리에 B 준우승으로 이끌었으며 2018-19 시즌에서는 팀이 11위의 성적을 거두고도 세리에 D로 강등되면서 결국 시즌 종료 후 팔레르모와 결별 수순을 밟았다.
이후 2019-20 시즌을 앞두고 스페인 라리가의 RCD 마요르카로 이적하여 2019-20 시즌 리그 14경기를 비롯해 17경기를 소화하여 물론 팀의 세군다 디비시온 강등을 막지 못했지만 2020-21 시즌 11경기에 출전하여 2부 리그 준우승 및 1시즌만의 리그 승격에 기여했다.

### 국가대표팀
2011년부터 2014년까지 북마케도니아 U-21 대표팀 소속으로 15경기 3골을 기록했고 U-21 대표팀 소속이던 2011년 8월 아제르바이잔과의 친선 경기에서 북마케도니아 A대표팀 소속으로 국제 A매치 데뷔전을 치렀으며 2013년 8월 14일 불가리아와의 친선 경기에서 A매치 데뷔골을 신고했다.
이후 2018-19년 UEFA 네이션스리그 D 6경기에서 3골을 터뜨려 북마케도니아의 차기 시즌 리그 C 승격에 이바지했고 2022년 FIFA 월드컵 유럽 지역 예선에서는 4골을 터뜨리며 북마케도니아 사상 첫 유럽 지역 플레이오프 진출을 이끈 뒤 UEFA 유로 2020 챔피언 이탈리아와의 플레이오프 C조 1라운드에서도 후반 인저리 타임에 극적인 결승골을 터뜨려 팀을 2라운드로 끌어올렸지만 플레이오프 2라운드에서 포르투갈의 벽을 넘지 못하면서 사상 첫 월드컵 본선행이 아쉽게도 좌절되었다.

## 수상

### 클럽
쥘터 바레험
- 벨기에 프로 리그 : 준우승 (2012-13)

 팔레르모 FC
- 세리에 B : 준우승 (2017-18)

 RCD 마요르카
- 세군다 디비시온 : 준우승 (2020-21)

 알파이하 FC
- 사우디아라비아 국왕컵 : 우승 (2021-22)